# 1889
| 1889                                                  |
| ----------------------------------------------------- |
| Dødsfald - Fødsler                                    |
| • Begivenheder • Litteratur • Musik • Politik • Sport |

| Gregoriansk kalender | 1889 MDCCCLXXXIX        |
| Ab urbe condita      | 2642                    |
| Armensk kalender     | 1338 ԹՎ ՌՅԼԸ            |
| Kinesiske kalender   | 4585 – 4586 戊子 – 己丑 |
| Etiopisk kalender    | 1881 – 1882             |
| Jødisk kalender      | 5649 – 5650             |
| Hindukalendere       |                         |
| - Vikram Samvat      | 1944 – 1945             |
| - Shaka Samvat       | 1811 – 1812             |
| - Kali Yuga          | 4990 – 4991             |
| Iransk kalender      | 1267 – 1268             |
| Islamisk kalender    | 1307 – 1308             |

Konge i Danmark: Christian 9. 1863-1906
Se også 1889 (tal)

## Begivenheder

### Udateret
- Første kvindelige akademiker i Danmark, Nielsine Nielsen, starter praksis som læge i København.
- Første teaterstykke på færøsk: Veðurføst (Vejrfast) ved Helena Patursson

### Februar
- 27. februar - i Burma åbnes jernbanen fra Rangoon til Mandalay

### Marts
- 31. marts - det knap 300 meter høje Eiffeltårn indvies i Paris som hovedattraktion ved verdensudstillingen. Det er bygget af 7.000 tons jernbjælker og har kostet 8 millioner franc. Det er opført på to år, to måneder og to dage

### Juni
- 1. juni - Orient-ekspressen afgår for første gang fra Paris til Konstantinopel

### Juli
- 18, juli - Marie og Pierre Curie offentliggør deres opdagelse af et nyt grundstof, som de kalder polonium
- 20. juli – Elvira Madigan og Sixten Sparre dør i Nørreskoven på Tåsinge

### August
- 13. august - den amerikanske opfinder William Gray opnår patent på mønttelefonen

### September
- 23. september – Nintendo grundlægges

### November
- 2. november – North Dakota bliver optaget som USA's 39. stat.
- 2. november – South Dakota bliver optaget som USA's 40. stat.
- 8. november -Montana bliver optaget som USA's 41. stat.
- 11. november – Washington bliver optaget som USA's 42. stat
- 15. november - Brasilien udråbes til republik

### Udateret
- Jean Auguste Trillat modtager det første patent på produktion af formaldehyd

## Født
- 3. februar – Carl Th. Dreyer, dansk filminstruktør (Ordet; Vredens Dag; Jeanne d'Arc) (død 1968).
- 16. april – Charlie Chaplin, engelsk skuespiller (død 1977).
- 20. april – Adolf Hitler, tysk diktator (død 1945).
- 26. april - Ludwig Wittgenstein, østrigsk filosof (død 1951)
- 27. april – Arnulf Øverland, norsk forfatter (død 1968).
- 16. maj – Maria Garland, dansk skuespiller (død 1967).
- 29. maj – Aksel Agerby, dansk organist, komponist og musikadministrator (død 1942).
- 30. maj – Anker Engelund, dansk ingeniør, professor og rektør (død 1961).
- 22. juli - James Whale, britisk filminstruktør (Frankenstein bl.a.) (død 1957).
- 8. august – Hans Egede Budtz, dansk skuespiller (død 1968).
- 30. august – Bodil Ipsen, dansk skuespiller (død 1964).
- 26. september - Martin Heidegger, tysk filosof (død 1976).

## Dødsfald
- 25. januar - Christian Thorning Engelstoft, dansk biskop over Fyens Stift, kultusminister og historiker (født 1805)
- 30. januar – Kronprins Rudolf af Østrig (født 1858).
- 11. oktober – James Prescott Joule, engelsk fysiker (født 1818).

## Musik
- Alte Kameraden (Gamle Kammerater, Armeemarsch II, 150), en tysk militær march komponeret af den tyske komponist Carl Teike i Ulm.